# لاپلاتا (نیومکزیکو)
لاپلاتا (به انگلیسی: La Plata) یک منطقهٔ مسکونی در ایالات متحده آمریکا است که در شهرستان سن خوآن، نیومکزیکو واقع شده‌است. لاپلاتا ۶۱۲ نفر جمعیت دارد و ۱٬۷۶۳٫۹ متر بالاتر از سطح دریا واقع شده‌است.